# Croton pycnophyllus
Croton pycnophyllus là một loài thực vật có hoa trong họ Đại kích. Loài này được Salzm. ex Schltdl. mô tả khoa học đầu tiên năm 1846.